# Moldavien i olympiska sommarspelen 2016
Moldavien deltog med 23 deltagare vid de olympiska sommarspelen 2016 i Rio de Janeiro. Ingen av landets deltagare erövrade någon medalj.